# Cinemateket
Cinemateket er en del af Det Danske Filminstitut, og ligger i Gothersgade 55 i København. 
Cinemateket har tre biografsale: Bio Carl har 182 pladser, og opkaldt efter den danske filminstruktør Carl Th. Dreyer. Bio Asta har 140 pladser, og er opkaldt efter den danske skuespillerinde Asta Nielsen. Bio Benjamin er Cinematekets mindste biograf, der bruges til bl.a. festivalvisninger. Bio Benjamin er opkaldt efter Benjamin Christensen.
Cinemateket kan forstås som et museum, der har til ansvar at udbrede kendskabet til både kendte og ukendte danske og udenlandske film fra filmhistorien, og at vise udvalgte film fra samtiden, der ellers ikke ville være blevet vist i de danske biografer. Der vises op mod 70 forskellige filmtitler hver måned. Året rundt lægger Cinemateket også hus til filmvisninger i forbindelse med de forskellige københavnske filmfestivaler.    
På Cinematekets 1. sal findes DFIs bibliotek, som er en verdens største samlinger af litteratur om film og tv. Biblioteket i Gothersgade har 70.000 bøger til udlån og over 2,5 mio. avisudklip og filmprogrammer i skufferne. Biblioteket huser også et videotek, hvor der kan streames og afspilles over 11.000 spillefilm, kort- og dokumentarfilm og tv-serier. Bl.a. film fra det tidligere Statens Filmcentral, og alle de film som nu distribueres via Filmcentralen til skoler og Filmstriben til biblioteker. Endelig er der adgang til Mediestream, som rummer flere hundrede tusinde timers udsendelser fra Statsbibliotekets unikke samling af dansk radio og tv, samt mere end 50.000 tv- og biografreklamer. På Filmarkivets klimasikrede hylder i Glostrup og Store Dyrehave udenfor Hillerød. Billed- og Plakatarkivet tager vare på mere end 2,5 mio. genstande; stills, negativer, plakater m.m.     
Cinemateket er en del af Parkmuseerne, sammen med Statens Museum for Kunst, Den Hirschsprungske Samling, Davids Samling, Rosenborg Slot og Statens Naturhistoriske Museum.    
Der er Cinemateks-aktiviteter rundt om i landet, der er open air-visninger, sing-along-film, samarbejder med interessegrupper, festivaler og meget mere. 

## Historie
I Danmark blev vores cinematek, Filmmuseet, etableret den 11. november 1941. Siden dannelsen har museet haft til opgave at indsamle, dokumentere og bevare den danske filmarv, samt formidle viden om filmhistorie, filmkunst og filmkultur. Efter de første år med etablering og konsolidering kunne Filmmuseet midt i 1940'erne præsentere en samling bestående af 190 filmtitler, 160 bøger og 12.000 avisudklip ordnet i mapper.
Filmmuseet flyttede i 1997 fra Christianshavn til Gothersgade og blev en del af Det Danske Filminstitut som Cinemateket og Filmarkivet. Siden har der været programsat ca. 40 forestillinger om ugen i to biografsale plus formiddagsforestillinger for børnehave- og skolebørn. Der vises omkring 1.100 forskellige filmtitler pr. år, og i 2016 var besøgstallet 116.000, hvilket er højt sammenlignet med andre cinemateker.

### Om cinemateker generelt
Et Cinematek er en biograf, der beriger filmkulturen ved at holde filmhistorien i live for forskere, filmskabere og offentligheden gennem visning af historiske film og filmkulturelle værker, som ikke ellers ville finde vej til et filmlærred. Cinemateket er for filmen, hvad biblioteket er for bøgerne og kunstmuseet er for billedkunsten.
De fleste Cinemateker er tilknyttet nationale eller regionale filmarkiver med historiske filmsamlinger og er ofte en del af et nationalt filminstitut, et universitet eller et privat arkiv.
Stort set alle europæiske lande inklusive vores nordiske naboer har et eller flere cinemateker, ligeledes de store nordamerikanske byer, mens der er færre i Asien, Australien og Sydamerika.
De franske filmaficionados Henri Langlois and Georges Franju er vigtige navne i cinematekernes historie. Som nogle af de første grundlagde de i 1935 filmklubben "Cercle du cinéma", hvor de viste ældre film fra deres egne samlinger, hvilket i 1936 førte til dannelsen af Cinémathèque Française. At film blev bevaret var på den tid ikke en selvfølge, men med en international filmarkivbevægelse, som Langlois var en af de store eksponenter for, lykkedes det at redde mange film fra filmselskaber, der ellers havde planlagt at destruere dem. I filmhistorien fremstilles det ofte sådan, at netop adgangen til at se disse film ansporede en række unge franske instruktører til at udvikle deres eget filmsprog i tressernes Nye Bølge, med navne som Truffaut, Godard og Chabrol.
Cinémathèque Royale i Bruxelles er et af de mest betydelige filmarkiver i Europa og blev i mange år ledet af en af filmarkivernes store faderfigurer, Jacques Ledoux. Både Cinémathèque Royale og Det Danske Filminstitut er aktivt engageret i at sikre den nationale og internationale filmarv gennem et nært samarbejde i den europæiske sammenslutning af filmarkiver, Association des Cinémathèques Européennes (ACE).